# Раффаелла Реджі
Раффаелла Реджі (італ. Raffaella Reggi, італійська вимова: [raffaˈɛlla ˈreddʒi]; нар. 27 листопада 1965) — колишня професійна італійська тенісистка.
Здобула п'ять одиночних та чотири парні титули туру WTA. 
Найвищу одиночну позицію світового рейтингу — 13 місце досягнула 25 квітня 1988, парну — 25 місце — 24 червня 1991 року.
Перемагала таких тенісисток як Штеффі Граф, Кріс Еверт, Івонн Гулагонг-Коулі, Яна Новотна, Гана Мандлікова, Мануела Малеєва, Наталі Тозья, Гелена Сукова, Клаудія Коде-Кільш, Зіна Гаррісон, Джо Дьюрі.

## Фінали турнірів Великого шолома

### Мікст: 1 (1 титул)
| Результат | Рік  | Championship                     | Покриття | Партнер       | Опоненти                          | Рахунок  |
| --------- | ---- | -------------------------------- | -------- | ------------- | --------------------------------- | -------- |
| Перемога  | 1986 | Відкритий чемпіонат США з тенісу | Тверде   | Серхіо Касаль | Мартіна Навратілова Пітер Флемінг | 6–4, 6–4 |

## Фінали Туру WTA

### Одиночний розряд: 11 (5–6)
| Легенда                       |
| ----------------------------- |
| Турніри Великого шолома (0–0) |
| Турніри WTA Tour (0–0)        |
| Tier I (0–0)                  |
| Tier II (0–1)                 |
| Tier III (0–0)                |
| Tier IV (0–0)                 |
| Tier V (1–3)                  |
| Virginia Slims (4–2)          |

| Титули за покриттям |
| ------------------- |
| Тверде (2–1)        |
| Трава (0–1)         |
| Ґрунт (3–3)         |
| Килим (0–1)         |

| Результат | W/L | Дата | Турнір                         | Покриття   | Опонент               | Рахунок            |
| --------- | --- | ---- | ------------------------------ | ---------- | --------------------- | ------------------ |
| Перемога  | 1.  | 1985 | Мастерс Рим, Італія            | Ґрунт      | Вікі Нелсон-Данбар    | 6–4, 6–4           |
| Поразка   | 1.  | 1985 | Барселона, Іспанія             | Ґрунт      | Сандра Чеккіні        | 3–6, 4–6           |
| Перемога  | 2.  | 1986 | WTA Swiss Open, Швейцарія      | Ґрунт      | Мануела Малеєва       | 5–7, 6–3, 7–6(8–6) |
| Перемога  | 3.  | 1986 | Сан-Хуан, U.S.                 | Тверде     | Сабрина Голеш         | 7–6(7–4), 4–6, 6–3 |
| Поразка   | 2.  | 1987 | Айл-оф-Палмс, U.S.             | Ґрунт      | Мануела Малеєва       | 7–5, 2–6, 3–6      |
| Перемога  | 4.  | 1987 | Southern California Open, U.S. | Тверде     | Енн Мінтер            | 6–0, 6–4           |
| Поразка   | 3.  | 1988 | Брюссель, Бельгія              | Ґрунт      | Аранча Санчес Вікаріо | 0–6, 5–7           |
| Поразка   | 4.  | 1989 | Eastbourne International, UK   | Трава      | Мартіна Навратілова   | 6–7(2–7), 2–6      |
| Поразка   | 5.  | 1989 | Індіанаполіс, U.S.             | Тверде (I) | Катарина Малеєва      | 4–6, 4–6           |
| Перемога  | 5.  | 1990 | Таранто, Італія                | Ґрунт      | Алексія Дешом-Баллере | 3–6, 6–0, 6–2      |
| Поразка   | 6.  | 1991 | Осло, Норвегія                 | Килим (I)  | Катаріна Ліндквіст    | 6–3, 6–0           |

### Парний розряд: 14 (4–10)
| Легенда                       |
| ----------------------------- |
| Турніри Великого шолома (0–0) |
| Турніри WTA Tour (0–0)        |
| Tier I (0–1)                  |
| Tier II (0–1)                 |
| Tier III (0–2)                |
| Tier IV (1–0)                 |
| Tier V (2–6)                  |
| Virginia Slims (1–0)          |

| Титули за покриттям |
| ------------------- |
| Тверде (1–4)        |
| Трава (0–0)         |
| Ґрунт (2–1)         |
| Килим (1–5)         |

| Результат | W/L | Дата | Турнір                    | Покриття   | Партнер                   | Опоненти                             | Рахунок       |
| --------- | --- | ---- | ------------------------- | ---------- | ------------------------- | ------------------------------------ | ------------- |
| Перемога  | 1.  | 1985 | Мастерс Рим               | Ґрунт      | Сандра Чеккіні            | Патріція Мурго Барбара Романо        | 1–6, 6–4, 6–3 |
| Перемога  | 2.  | 1988 | Eckerd Open               | Ґрунт      | Террі Фелпс               | Кеммі Мак-Грегор Синтія Мак-Грегор   | 6–2, 6–4      |
| Поразка   | 1.  | 1988 | Брюссель                  | Ґрунт      | Катарина Малеєва          | Мерседес Пас Тіна Шоєр-Ларсен        | 6–7(3–7), 1–6 |
| Поразка   | 2.  | 1988 | Porsche Tennis Grand Prix | Килим (I)  | Елна Рейнах               | Івона Кучиньська Мартіна Навратілова | 1–6, 1–6      |
| Поразка   | 3.  | 1989 | Альбукерке                | Тверде     | Аранча Санчес Вікаріо     | Ніколь Брадтке Елна Рейнах           | 6–4, 4–6, 2–6 |
| Поразка   | 4.  | 1989 | Porsche Tennis Grand Prix | Килим (I)  | Елна Рейнах               | Джиджі Фернандес Робін Вайт          | 4–6, 6–7(2–7) |
| Поразка   | 5.  | 1989 | Байонна                   | Тверде (I) | Елна Рейнах               | Манон Боллеграф Катрін Танв'є        | 6–7(3–7), 5–7 |
| Поразка   | 6.  | 1990 | Мастерс Канада            | Тверде     | Гелен Келесі              | Бетсі Нагелсен Габріела Сабатіні     | 6–3, 2–6, 2–6 |
| Поразка   | 7.  | 1991 | Осло                      | Килим (I)  | Сабін Аппельманс          | Клаудія Коде-Кільш Зілке Маєр        | 6–3, 3–6, 4–6 |
| Перемога  | 3.  | 1991 | Linz Open                 | Килим (I)  | Мануела Малеєва-Франьєр   | Петра Лангрова Радка Зрубакова       | 6–4, 1–6, 6–3 |
| Поразка   | 8.  | 1991 | Мілан                     | Килим (I)  | Сабін Аппельманс          | Сенді Коллінз Лорі Макніл            | 6–7(0–7), 3–6 |
| Перемога  | 4.  | 1992 | ASB Classic               | Тверде     | Розалін Феербенк-Nideffer | Джилл Гетерінгтон Кеті Ріналді       | 1–6, 6–1, 7–5 |
| Поразка   | 9.  | 1992 | Linz Open                 | Тверде (I) | Клаудія Порвік            | Монік Кіне Міріам Ореманс            | 4–6, 2–6      |
| Поразка   | 10. | 1992 | Cesena                    | Килим (I)  | Сабін Аппельманс          | Катрін Сюїр Катрін Танв'є            | w/o           |

## Виступи в одиночних турнірах Великого шолома
| W | Ф | ПФ | ЧФ | #Р | КТ | К# | DNQ | A | NH |

| Турнір                                 | 1982  | 1983  | 1984  | 1985  | 1986  | 1987  | 1988  | 1989  | 1990  | 1991  | 1992  | Career SR |
| -------------------------------------- | ----- | ----- | ----- | ----- | ----- | ----- | ----- | ----- | ----- | ----- | ----- | --------- |
| Відкритий чемпіонат Австралії з тенісу |       | 1р    |       |       | NH    |       |       | 2р    | 2р    | 1р    |       | 0 / 4     |
| Відкритий чемпіонат Франції з тенісу   |       | 1р    | 3р    | 2р    | 2р    | ЧФ    | 2р    | 2р    | 2р    |       | 1р    | 0 / 9     |
| Вімблдонський турнір                   |       | 2р    | 1р    |       | 2р    | 2р    |       | 3р    | 1р    |       |       | 0 / 6     |
| Відкритий чемпіонат США з тенісу       |       | 2р    | 2р    | 2р    | 2р    | 3р    | 2р    | 1р    | 3р    |       |       | 0 / 8     |
| SR                                     | 0 / 0 | 0 / 4 | 0 / 3 | 0 / 2 | 0 / 3 | 0 / 3 | 0 / 2 | 0 / 4 | 0 / 4 | 0 / 1 | 0 / 1 | 0 / 27    |
| Рейтинг на кінець року                 | 127   | 45    | 62    | 42    | 22    | 17    | 23    | 21    | 23    | 75    | 56    |           |